# Prix littéraires 1967
Liste des prix littéraires décernés au cours de l'année 1967 :

## Prix internationaux
- Prix Nobel de littérature : Miguel Ángel Asturias (Guatemala)[1]
- Grand prix de littérature du Conseil nordique : Johan Borgen (Norvège) pour Nye noveller
- Grand prix littéraire d'Afrique noire : Ex aequo : François-Borgia Marie Evembé (Cameroun) pour Sur la terre en passant et Jean Pliya (Dahomey) pour Kondo, le requin
- Prix littéraire des Caraïbes : Raphaël Tardon (France), décerné à titre posthume pour l'ensemble de son œuvre[2]
- Prix des Mascareignes : Auguste Toussaint (Maurice) pour l'ensemble de son œuvre[3]

## Allemagne
- Prix Georg-Büchner : Heinrich Böll[4]

## Belgique
- Prix Victor-Rossel : Marie Denis pour L'Odeur du père

## Canada
- Grand prix du livre de Montréal : Fernand Ouellet pour Histoire économique et sociale du Québec 1760-1850 : structures et conjoncture
- Prix du Gouverneur général :
  - Catégorie « Romans et nouvelles de langue anglaise » : non décerné
  - Catégorie « Romans et nouvelles de langue française » : Jacques Godbout pour Salut Galarneau !
  - Catégorie « Poésie ou théâtre de langue anglaise » : Alden Nowlan pour Bread, Wine and Salt et Eli Mandel pour An Idiot Joy
  - Catégorie « Poésie ou théâtre de langue française » : Françoise Loranger pour Encore cinq minutes
  - Catégorie « Études et essais de langue anglaise » : Norah Story pour The Oxford Companion to Canadian History and Literature
  - Catégorie « Études et essais de langue française » : Robert-Lionel Séguin pour La Civilisation traditionnelle de l'"Habitant" aux XVIIe et XVIIIe siècles
- Prix Jean-Hamelin : Fernand Ouellette pour Visages d'Edgard Varèse

## Chili
- Prix national de Littérature : Salvador Reyes Figueroa (es) (1899-1970)

## Corée du Sud
- Prix de littérature contemporaine (Hyundae Munhak) :
  - Catégorie « Roman » : Choi Sang-gyu pour 「下午의 巡遊」「寒春無事」
- Prix Woltan : Kim Ui-jeong pour 목소리

## Espagne
- Prix Nadal : José María Sanjuán, pour Réquiem por todos nosotros
- Prix Planeta : Ángel María de Lera, pour Las últimas banderas
- Prix national de Narration : Luis de Castresana (es), pour El otro árbol de Guernica
- Prix national de poésie : Carmen Conde, pour Obra poética
- Prix Adonáis de Poésie : Joaquín Benito de Lucas (es), pour Materia de olvido.
- Prix de la critique Serra d'Or :
  - Jaume Lorés i Caballería (ca), pour Problemes del nostre cristianisme, essai.
  - Mercè Rodoreda, pour El carrer de les camèlies, roman.
  - Gabriel Ferrater, pour Teoría dels cossos, recueil de poésie.
  - Josep Pla, pour El quadern gris (ca), œuvre narrative non fiction.

## États-Unis
- National Book Award : 
  - Catégorie « Fiction » : Bernard Malamud pour The Fixer (L'Homme de Kiev)
  - Catégorie « Essais - Arts et Lettres » : Justin Kaplan pour Mr. Clemens and Mark Twain: A Biography
  - Catégorie « Essais - Histoire et Biographie » : Peter Gay pour The Enlightenment, Vol. I: The Rise of Modern Paganism
  - Catégorie « Essais - Science, Philosophie et Religion » : Oscar Lewis pour La Vida: A Puerto Rican Family in the Culture of Poverty (La Vida : une famille porto-ricaine dans une culture de pauvreté)
  - Catégorie « Poésie » : James Merrill pour Nights and Days
- Prix Hugo :
  - Prix Hugo du meilleur roman : Révolte sur la Lune (The Moon Is a Harsh Mistress) par Robert A. Heinlein
  - Prix Hugo de la meilleure nouvelle longue : Le Dernier Château (The Last Castle) par Jack Vance
  - Prix Hugo de la meilleure nouvelle courte : L'Étoile invisible (Neutron Star) par Larry Niven
- Prix Nebula :
  - Prix Nebula du meilleur roman : L'Intersection Einstein (The Einstein Intersection) par Samuel R. Delany
  - Prix Nebula du meilleur roman court : Voici l'homme (Behold the Man) par Michael Moorcock
  - Prix Nebula de la meilleure nouvelle longue : En poussant les osselets (Gonna Roll The Bones) par Fritz Leiber
  - Prix Nebula de la meilleure nouvelle courte : …et pour toujours Gomorrhe (Aye, and Gomorrah…) par Samuel R. Delany
- Prix Pulitzer :
  - Catégorie « Fiction » : Bernard Malamud pour The Fixer (L'Homme de Kiev)
  - Catégorie « Biographie et Autobiographie » : Justin Kaplan pour Mr. Clemens and Mark Twain: A Biography
  - Catégorie « Essai » : David Brion Davis pour The Problem of Slavery in Western Culture
  - Catégorie « Histoire » : William H. Goetzmann pour Exploration and Empire: The Explorer and the Scientist in the Winning of the American West
  - Catégorie « Poésie » : Anne Sexton pour Live or Die
  - Catégorie « Théâtre » : Edward Albee pour A Delicate Balance (Délicate Balance)

## Finlande
- Prix Aleksis-Kivi : Eeva Joenpelto
- Prix Kalevi-Jäntti : non décerné
- Prix Eino-Leino : Marja-Leena Mikkola
- Prix national de littérature : Bo Carpelan pour 73 dikter, Paavo Haavikko pour Puut, kaikki heidän vihreytensä, Veikko Huovinen pour Lemmikkieläin, Eeva-Liisa Manner pour Kirjoitettu kivi
- Prix littéraire de la ville de Tampere : Hannu Salama pour Minä, Olli ja Orvokki; Kenttäläinen käy talossa, Väinö Linna pour Oheisia
- Prix Tollander : Rabbe Enckell et Anders Cleve
- Prix Rudolf-Koivu : Erkki Tanttu pour Satu meni saunaan
- Prix Topelius : Marjatta Kurenniemi pour Onnelin ja Annelin talo
- Prix Mikael-Agricola : Jouko Linturi
- Médaille Anni-Swan : Esteri Vuorinen
- Prix d'écriture Juhana-Heikki-Erkko : Terttu Jurvakainen
- Prix Juhana-Heikki-Erkko : Veikko Polameri pour 365
- Prix Finlande de l'Académie suédoise : Rabbe Enckell
- Médaille Kiitos kirjasta : Marianne Alopaeus pour Pimeyden ydin
- Prix Väinö Linna : Eeva-Liisa Manner

## France
- Prix Goncourt : André Pieyre de Mandiargues pour La Marge (Gallimard)
- Prix Médicis : Claude Simon pour Histoire (Minuit)
- Prix Renaudot : Salvat Etchart pour Le Monde tel qu'il est (Mercure de France)
- Prix Interallié : Yvonne Baby pour Oui l'espoir (Grasset)
- Grand prix du roman de l'Académie française : Michel Tournier pour Vendredi ou les Limbes du Pacifique (Gallimard)
- Prix des libraires : Catherine Paysan pour Les Feux de la Chandeleur (Denoël)
- Prix des Deux Magots : Solange Fasquelle pour L'Air de Venise (Grasset)
- Prix du Quai des Orfèvres : H.L. Dugall pour La Porte d'or
- Prix du Roman populiste : André Stil pour André

## Italie
- Prix Strega : Anna Maria Ortese, Poveri e semplici (Vallecchi)
- Prix Bagutta : Primo Levi, Storie naturali (Einaudi
- Prix Campiello : Luigi Santucci, Orfeo in Paradiso
- Prix Napoli : Gianna Manzini, Allegro con disperazione, (Mondadori)
- Prix Viareggio : Raffaello Brignetti, Il gabbiano azzurro

## Monaco
- Prix Prince-Pierre-de-Monaco : Jean Cassou[5]

## Royaume-Uni
- Prix James Tait Black :
  - Fiction : Margaret Drabble pour Jerusalem the Golden
  - Biographie : Winifred Gérin pour Charlotte Brontë: The Evolution of Genius
- Prix WH Smith : Jean Rhys pour Wide Sargasso Sea (La Prisonnière des Sargasses)
- Prix John-Llewellyn-Rhys : The Seahorse par Anthony Masters
- Médaille Carnegie : Alan Garner pour The Owl Service
- Prix Rose-Mary-Crawshay : Enid Welsford pour Salisbury Plain, a Study in the Development of Wordsworth's Mind and Art.
- Prix Somerset-Maugham : Bryan Stanley Johnson pour Trawl et Andrew Sinclair pour The Better Half